# Atesina
La Atesina Trasporti era la società responsabile del servizio di trasporto pubblico nella Provincia autonoma di Trento, operando nel settore del trasporto urbano ed extraurbano all'interno del territorio provinciale. Costituiva una delle due principali aziende pubbliche con cui la provincia gestiva il servizio di mobilità, affiancata dalle Ferrovie Trento-Malé.

## Storia

### La Società Automobilistica Atesina (SAA)
La Società Automobilistica Atesina (SAA), rappresenta una pietra miliare nel panorama del trasporto pubblico collettivo della Provincia di Trento. La sua storia affonda le radici negli anni immediatamente successivi alla Grande Guerra, che segnò una brusca interruzione nella trasformazione del trasporto su strada, proprio in quegli anni si assistette al passaggio dalle diligenze a cavallo ai mezzi a motore su gomma. Un momento fondamentale è rappresentato dal 4 marzo 1922, data in cui si costituisce ufficialmente la società, destinata a diventare un simbolo del trasporto collettivo in Trentino. La nuova realtà eredita le infrastrutture, i mezzi e le linee delle due aziende preesistenti, nate nel territorio trentino prima dello scoppio della guerra: la Società Trasporti Automobilistici Trento (STAT) e l'Impresa Servizi Automobilistici Trentini (ISAT).
Durante gli anni Venti del Novecento, la SAA si affermò come principale operatore del trasporto su gomma nella Venezia Tridentina (comprendente le città di Trento, Bolzano e Cortina d’Ampezzo), pur non avendo ancora intrapreso il trasporto urbano, attività che rimase marginale a causa degli elevati costi di gestione.
Nel 1927, la SAA partecipò alla fondazione della Società Automobilistica Dolomiti (SAD), in collaborazione con la Società Ferrovia delle Dolomiti, ma la nuova avventura imprenditoriale fu preceduta da un grave incidente: il 27 ottobre 1926, un devastante incendio distrusse la sede e il deposito di Trento, situati in via Torre d’Augusto, danneggiando un quarto dell’intera flotta di mezzi della compagnia.
Nel periodo successivo alla Seconda Guerra Mondiale, la SAA dovette affrontare nuove difficoltà, tra cui un grave incidente sul Monte Bondone che mise a rischio la stabilità economica dell’azienda. Tuttavia, gli anni del boom economico permisero all’azienda di superare tali crisi e di espandersi ulteriormente, soprattutto nel settore turistico. La SAA ampliò la propria rete e inaugurò nel 1955 un nuovo deposito in via Marconi a Trento. Un altro traguardo significativo fu la gestione dei servizi di trasporto speciali in occasione dei Giochi Olimpici Invernali del 1956 a Cortina d’Ampezzo.

### Gli anni '70
Durante gli anni Settanta, con il crescente sviluppo della motorizzazione privata, il panorama del trasporto su gomma fu segnato dalla nascita di numerose piccole aziende di trasporto, che tuttavia vennero progressivamente assorbite dalle grandi società, tra cui proprio la SAA. Questo periodo segnò l'inizio di un cambiamento importante nella concezione del trasporto pubblico, che venne progressivamente riconosciuto come un servizio essenziale per la comunità. In questo contesto, la Legge Provinciale n. 53 del 1973 intraprese un percorso di razionalizzazione e concentrazione dei servizi pubblici di trasporto all’interno di due principali società: la SAA e la Ferrovia Trento-Malé.

### La nascita di Trentino Trasporti
Il consolidamento delle aziende continuò con la Legge Provinciale 16 del 1993, che sancì la base per la futura fusione delle due società in un’unica realtà, la Trentino Trasporti S.p.A., ufficialmente costituita il 27 novembre 2002. Questo processo di fusione mirava a semplificare e rendere più efficiente l’organizzazione del trasporto pubblico locale in tutta la provincia.
Nel 2018, la Società subì una nuova trasformazione significativa. Dopo la reinternalizzazione del ramo d’azienda (Trentino Trasporti Esercizio), precedentemente scorporato nel 2009 per l'affidamenti diretto del servizio extraurbano, venne creato il Polo dei Trasporti del Trentino. In questa nuova configurazione, Trentino Trasporti S.p.A. divenne l'unico soggetto gestore del servizio pubblico locale della Provincia di Trento, assorbendo anche la gestione dell’Aeroporto Caproni e assumendo la responsabilità delle infrastrutture e dei servizi di trasporto pubblico locale.
Oggi, con il marchio di Trentino Trasporti, rappresenta una delle principali realtà nel trasporto pubblico della provincia, ereditando una lunga tradizione che affonda le radici nei primi decenni del Novecento e si evolve nel contesto delle moderne necessità di mobilità collettiva.

## Organizzazione

### Organizzazione e Servizi
Direzione
La sede principale si trovava in Via G. Marconi 3, 38100 Trento.
insieme ai Servizi Amministrativi ed alla Biglietteria principale di Trento.
l'azienda offriva un servizio Noleggi di autobus.
Sedi Gruppi Periferici
Servizi Amministrativi, Informazioni e Noleggi erano dislocate nelle seguenti sedi:
- Riva del Garda - Stazione Autolinee, Via Trento
- Predazzo - Stazione Autolinee, Via Marconi
- Rovereto - Via Pedroni 2
- Tione - Stazione Autolinee
- Borgo Valsugana - Stazione Autolinee, Via Hippoliti
- Fiera di Primiero - Stazione Autolinee, Via Dante

Le biglietterie erano presenti nelle seguenti località:
- Trento
- Rovereto
- Riva del Garda
- Borgo Valsugana
- Fiera di Primiero
- Tione
- Predazzo
- Cavalese
- Canazei
- Moena
- Arco
- Mori
- Comano/Ponte Arche
- Pergine Valsugana
- Levico